# ویلیام لوفکویست
ویلیام لوفکویست (انگلیسی: William Löfqvist; ۱۲ آوریل ۱۹۴۷ – ۲۳ اکتبر ۲۰۱۶) بازیکن هاکی روی یخ، و گلف‌باز اهل سوئد بود.